# Frank Troeh
Frank Merlin Troeh (* 19. Februar 1882 in Sioux City; † 24. Dezember 1968 in Portland) war ein US-amerikanischer Sportschütze.

## Erfolge
Frank Troeh, der für den Portland Gun Club aktiv war, nahm an den Olympischen Spielen 1920 in Antwerpen im Trap teil. Im Einzel belegte er mit 93 Punkten hinter Mark Arie den zweiten Rang und erhielt so die Silbermedaille. Den Mannschaftswettbewerb schloss er mit der US-amerikanischen Mannschaft auf dem ersten Rang ab, mit 547 Punkten hatten die US-Amerikaner 44 Punkte Vorsprung auf die zweitplatzierten Belgier. Neben Troeh gehörten noch Mark Arie, Horace Bonser, Jay Clark, Frank Wright und Forest McNeir zum Team.
Auf nationaler Ebene gewann Troeh zahlreiche Wettbewerbe. Er sicherte sich viele nationale Titel und Siege auf Bundesstaat-Ebene.